# Hilarion von Rostow
Hilarion war der erste oder zweite Bischof von Rostow 992.
Hilarion kam wahrscheinlich aus dem Byzantinischen Reich.
992 wurde er von „Ungläubigen“ aus Rostow vertrieben. Weitere Informationen über ihn sind nicht überliefert.